# قره کهریز (خدابنده)
قره کهریز (خدابنده)، روستایی از توابع بخش بزینه‌رود شهرستان خدابنده در استان زنجان ایران  اسماعیل جمشیدی فرزند علی جمشیدی که سال ۱۳۸۹ در رشته ی برنامه نویسی کامپیوتر توانست معدل ۱۹‌/۷۵ را بگیرد و رتبه ی یک و هوش برتر سال را در این رشته را به خود اختصاص دهد زاده ی   این روستا میباشد.
همچنین ماهان بیگدلی ساکن همین روستا است که توانست رتبه ۶ را در کنکور سراسری سال ۱۳۹۵ کسب کند

## جمعیت
این روستا در دهستان زرینه‌رود (خدابنده) قرار دارد و براساس سرشماری مرکز آمار ایران در سال ۱۳۸۵، جمعیت آن ۶۱۷ نفر (۱۱۴خانوار) بوده‌است.